# Sydhavets Aladdin
Sydhavets Aladdin er en amerikansk stumfilm fra 1917 af Marshall Neilan.

## Medvirkende
- Sessue Hayakawa som Lopaka.
- Lehua Waipahu som Kokua.
- H. Komshi som Keano
- George Kuwa som Makale.
- Guy Oliver som Rollins.